# Iglesia de San Francisco de Asís (Baie Lazare)
La Iglesia de San Francisco de Asís o simplemente Iglesia de San Francisco (en Francés: Église de Saint François d’Assise; en inglés: Church of St. Francis of Assisi) es el nombre que recibe un edificio religioso que pertenece a la iglesia católica y se encuentra ubicado en la localidad de Baie Lazare, un distrito administrativo de primer orden en la isla de Mahé en el archipiélago y país africano de Seychelles.
El primer templo data de 1888, pero la iglesia actual fue abierta en 1953. sigue el rito romano o latino y depende de la diócesis de Puerto Victoria o Seychelles (Dioecesis Portus Victoriae o Seychellarum). Por su arquitectura se ha convertido en una atracción turística.
Recientemente, el edificio una de las obras arquitectónicas más importantes del lugar se volvió a abrir después que fuese cerrada por un tiempo para renovaciones. Los fondos usado provienen de los feligreses  y el Estado.